# 遊戲時間
《遊戲時間》（英語：Playtime）是法國導演賈克·大地執導的第四部劇情長片，被認為是他最為冒險的電影，因為賈克·大地堅持負債為電影搭建出龐大的城市造景，拍攝時間從1964年至1967年。

## 劇情
《遊戲時間》結構可分成六段，主要是由一位年輕的美國觀光客芭芭拉跟著旅行團，來到巴黎觀光，與一位在巴黎城市中迷路的迷糊法國男子于洛先生(賈克·大地)飾演，兩人在一天之內不斷在同一地點相遇的故事。六段分別為:
- 機場:美國旅行團飛抵極其現代化而冷酷的巴黎-奧利機場。
- 辦公大樓:洛先生來到一個由玻璃與鋼筋組成的大樓要參加一個很重要的會談，但他在大樓內的許多房室與辦公室之間迷路，並意外闖進一個貿易博覽會，裡面展示許多現代化辦公用品與家具。
- 貿易博覽會場:洛先生與芭芭拉小姐被展場人員介紹最新的商品，包括一扇用力關門不會有聲音的門，與一個擁有頭燈的掃帚。
- 公寓:夜晚來臨，于洛先生遇見他的一個老朋友，老朋友約他去一趟他家，他們來到一個極端現代、家具稀疏且擁有大片玻璃的公寓。
- 皇家花園餐廳:此段幾乎佔了電影的後半段。于洛離開公寓後來到一家餐廳，在此他再度遇見一些他白天見到的人；在餐廳內發生了許多荒謬的事情。
- 遊覽車:天亮時，于洛買禮物送給要搭遊覽車離開的芭芭拉，遊覽車在偌大的巴黎城市裡跟著車陣繞圈圈，直往機場。

## 製作
電影以其眾多、特殊的建築物布景與背景為著稱，被稱作「大地城」(Tativille)，但這需要許多工人搭建這些建築物，使電影成本高達1700萬法郎。因為財務危機，加上許多突發狀況，使得電影拍攝期間被延到三年，其中甚至因為暴雨使布景損壞，必須花費140萬法郎整修這些布景。預算超支使得大地必須貸一大筆款來面對財務透支的窘境。
《遊戲時間》依賴畫面與聲音效果，因此大地選擇使用高解析70 mm底片拍攝，並使用當時算是非常複雜的立體音效設備。

## 主題
在《遊戲時間》中，于洛先生與美國觀光團試圖在充滿直線、現代化玻璃、非常高的鋼筋大樓、複雜道路與冷淡的人工家具的未來巴黎中找尋方向；在這樣的場景設計，極度不適應這樣生活的人性自然被帶到枯燥的現代城市，于洛先生就代表了這樣無法融入現代生活的笨拙角色。

## 評價
電影在評論大獲好評，其於莫斯科影展獲得聖喬治銀獎；但電影票房失利使得龐大預算無法回本，影響了日後賈克·大地的電影公司事業。
法蘭索瓦·楚浮稱讚這部電影「好像來自另外一個星球」；2012年，英國電影協會公布電影史上最偉大的50部電影名單中，《遊戲時間》名列影評名單的第42名與導演名單的第37名。

## 外部連結
- 互联网电影数据库（IMDb）上《遊戲時間》的资料（英文）
- 爛番茄上《遊戲時間》的資料（英文）
- TCM电影资料库上《遊戲時間》的资料（英文）
- AllMovie上《遊戲時間》的资料（英文）